# Parco forestale nazionale Zhangjiajie
Il parco forestale nazionale Zhangjiajie ( cinese: 湖南张家界国家森林公园) è un'area naturale protetta della Cina, situata nel territorio del comune di Zhangjiajie, nella provincia settentrionale dello Hunan.

## Storia
Nel 1982 fu riconosciuto come primo parco forestale nazionale in Cina (4810 ettari). In origine fu pensato molto più grande (397,5 km²) del parco nazionale Wulingyuan dal consiglio di stato il primo agosto 1988. Nel 1992 il parco nazionale Wulingyuan fu riconosciuto come patrimonio mondiale dall'UNESCO. Nel 2004 è nell'elenco dei geoparchi mondiali UNESCO. Un'area di questo parco è stata l'ispiratrice delle catene montuose del film Avatar di James Cameron (2009).